# Kateryna Handziouk
Kateryna Viktorivna Handziouk (en ukrainien : Катерина Вікторівна Гандзюк), née le 17 juin 1985 à Kherson et morte le 4 novembre 2018 à Kiev, est une femme politique et militante anti-corruption soviétique puis ukrainienne.

## Biographie
Membre du conseil de l'oblast de Kherson et du conseil municipal de la ville éponyme, elle dénonce la corruption dans sa ville. Elle est également conseillère du maire de la ville, dénonçant la collusion entre les officiels et les réseaux mafieux en Ukraine ainsi que dans la police de la ville, qui se situe près de la frontière avec la Crimée. Elle bataille aussi contre les séparatistes russe.
Le 31 juillet 2018, elle est victime d'un vitriolage devant chez elle qui lui brûle 30% du corps. L'agresseur lui lance un litre d'acide sulfurique au visage. Elle subit 11 opérations et greffes de peau à l'hôpital. Malgré de nombreux traitements, elle meurt finalement d'une thrombose le 4 novembre suivant.
Cinq personnes sont arrêtés au cours de l'enquête mais aucune information n'a été dévoilée par la police les concernant. Deux suspects sont finalement relâchés par la cour. D'abord considéré comme une « tentative de meurtre commis avec une extrême cruauté », l'affaire est reclassée en « meurtre » après son décès. Selon les éléments de l'enquête, son assassinat serait lié à Mykola Palamarchuk un membre de la Rada tandis que Vladislav Manger, chef du conseil municipal de Kherson en serait l'instigateur.
Après l'annonce de son décès, des rassemblements sont organisés dans cinq villes ukrainienne dont un devant les locaux de la police à Kiev.

## Procès[7]
"Le tribunal du district de la ville de Pokrovsky, dans la région de Dnipro, a prononcé le verdict à l’égard des personnes reconnues coupables du meurtre de Kateryna Handziouk, militante de Kherson.
Le verdict a été lu par la juge Olena Tchorna.
L'instigateur et complice de l'attaque, Serhiy Torbin, a été condamné à 6 ans et 6 mois de prison, l'auteur direct Mykyta Grabtchuk à 6 ans, les complices Volodymyr Vasyanovich et Vyacheslav Vishnevsky à 4 ans et Viktor Gorbunov à 3 ans de prison.
Les cinq personnes ont pleinement reconnu leur culpabilité en infligeant des lésions corporelles graves et délibérées de nature à causer une réelle blessure ; ces individus ont agi sur demande, intimidé la victime et provoqué sa mort. Ils ont fourni tous les éléments de preuve, ont contribué à la divulgation du crime et se sont sincèrement repentis de leurs actes.
Selon le verdict, le client du meurtre est un politicien de Kherson impliqué dans le commerce illégal du bois d’une forêt sous couvert d'un incendie criminel. Kateryna Handziouk a dénoncé ces actes frauduleux. Le médiateur est un assistant du député du conseil régional de Kherson, Mykola Stavitsky. Leurs noms dans le verdict ne sont pas cités car les éléments de l'enquête relatifs à leurs actions sont examinés dans des procédures pénales distinctes."

## Hommages
Lors de la cérémonie de remise du Prix international de la femme de courage le 8 mars 2019, un hommage lui est rendu par Mike Pompeo.